# Смеющийся мальчик (скульптура да Сеттиньяно)
«Смеющийся мальчик» (нем. Lachender Knabe) — мраморный бюст работы итальянского скульптора Дезидерио да Сеттиньяно (1430—1464). Создано около 1460/1464 годов во Флоренции. Хранится в Кунсткамере в Музее истории искусств, Вена (ин. номер УК 9104).
Беззаботный весёлый смех придаёт этому детскому бюсту уникальную спонтанность и живость. Волнистые шелковистые волосы выражают так много индивидуальности, что этот бюст считается одним из самых ранних детских портретов со времён Античности. С помощью необычного дара наблюдателя и тонкой обработки камня скульптору удалось вдохнуть теплоту жизни в холодный мрамор.
Подобные изделия заказывались и устанавливались в частных капеллах. Ранее этот бюст приписывался Донателло, однако ныне авторство Дезидерио да Сеттиньяно не подлежит сомнению. «Смеющийся мальчик» считается последней работой скульптора, который умер в молодом возрасте в 1464 году.